# 樸氏雙蓋蕨
樸氏雙蓋蕨（学名：Diplazium pullingeri）为蹄蓋蕨科雙蓋蕨屬下的一个种。

## 扩展阅读
- 維基物種上的相關：樸氏雙蓋蕨